# Foame

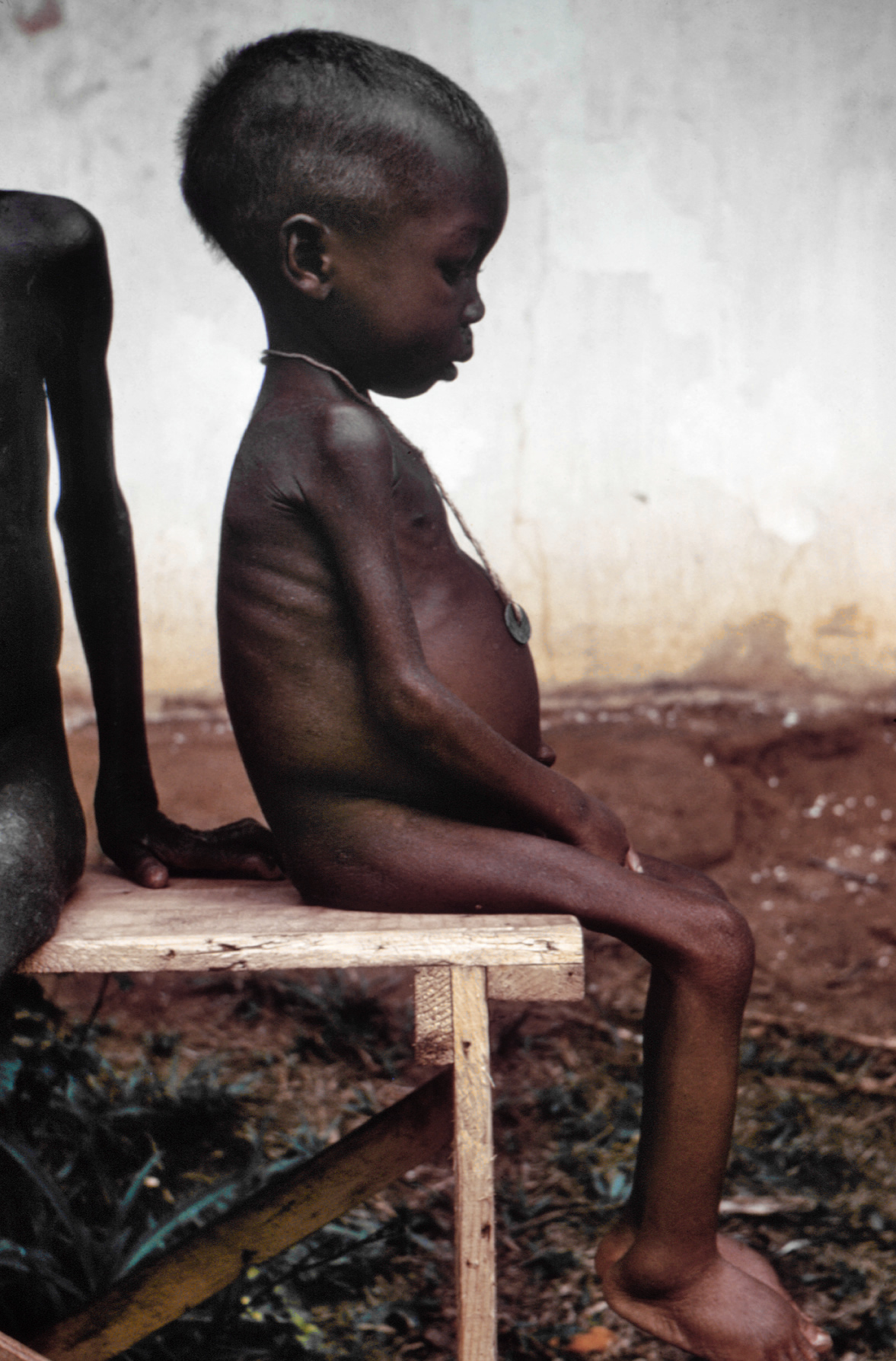
Copil înfometat din Nigeria.

Foamea este o senzație neplăcută a omului sau animalelor ce declanșează căutarea hranei. Din punct de vedere biologic foamea este cauzată de lipsa sau insuficiența hranei. Când acest fenomen durează un timp mai îndelungat și cuprinde un număr mai mare de indivizi se vorbește, în general, de foamete.

## Procesul fiziologic
Potolirea foamei se realizează prin hrănire cu umplerea stomacului, moment în care încetează contracțiile acestuia și duce la senzația de sațietate. Contracțiile stomacului gol pot fi auzite destul de ușor. Acest proces este destul de complex, fiind reglat hormonal și psihic. 
Un factor determinant al declanșării senzației de foame este reducerea glicemiei (hipoglicemie) sau scăderea concentrației de glucoză din sânge. Această reducere a glicemiei excită centrii foamei din hipotalamus, bulbul rahidian, receptorii din ficat și stomac. În acest proces concentrația de insulină din sânge, care favorizează metabolismul glucozei în celule, joacă de asemenea un rol important. Creierul reglează prin hormonul leptină mobilizarea rezervelor de lipide (grăsimi) ale organismului. În cazul dietei prelungite scade concentrația sanguină de leptină cauzată și de factori psihici, ceea ce duce la dispariția foamei. În ultimul timp s-a descoperit un hormon nou, grelina care în concentrații crescute duce la reducerea senzației de foame.
In urma hrănirii, receptorii din stomac sesizează umplerea stomacului și transmit creierului informația de sațietate, care va fi sesizată și de receptorii din ficat și receptorii chimici din intestin.
Senzația de foame este întreruptă de hormonul serotonină, care este considerată ca o frânătoare a apetitului.
Foamea si apetitul sunt reglementate prin interacțiuni complexe ale sistemelor endocrine, digestive si neurologice. Fiecare dintre acestea trimit semnale chimice la nivelul creierului pentru a-i transmite acestuia senzația de foame sau sațietate.
Foamea excesivă este caracterizată de nevoia de a consuma alimente, chiar dacă se depășește necesarul de calorii obișnuit. Aceasta poate fi cauzată de dezechilibre ale sistemelor care coordonează pofta de mâncare și nivelul de zahăr din sânge sau de diferite alte circumstanțe, cum ar fi  sarcina.

## Afecțiuni
Foamea persistentă, în special imediat după masă, poate fi un semn al unor probleme de sănătate și trebuie să consulți un doctor. Afecțiunile posibile includ o glandă tiroidă super-activă, probleme digestive și probleme hepatice. Același lucru este valabil și pentru absența completă a senzației de foame. Aceste simptome pot fi grave sau mai puțin grave, un specialist vă poate îndruma adecvat.
De multe ori ne pierdem apetitul când ne luptăm cu o răceală sau gripă, dar pierderea poftei de mâncare recurentă este o problemă importantă și nu trebuie ignorată.